# Коливанов Ігор Володимирович
Ігор Володимирович Коливанов (рос. Игорь Владимирович Колыванов, нар. 6 березня 1968, Москва) — радянський та російський футболіст, що грав на позиції нападника. Майстер спорту СРСР міжнародного класу (1990). Після завершення ігрової кар'єри — футбольний тренер. Заслужений тренер Росії.
Виступав за клуби «Динамо» (Москва), «Фоджа» та «Болонья», а також національні збірні СРСР, СНД та Росії.
Головний тренер молодіжної збірної Росії з футболу (2008—2010). 2010 року керував збірною клубів Росії на Кубку Співдружності. З 2012 до 2015 — головний тренер «Уфи», яку вперше в історії вивів до Прем'єр-ліги.

## Клубна кар'єра
Народився 6 березня 1968 року в місті Москва. Вихованець ДЮШОР Радянського району міста Москви (1976—1982) і ЕШВСМ (1983—1985), футболу Ігор почав навчатися з 9 років у тренера Швикова Ігоря Олександровича, у 14 років був запрошений до юнацької збірної країни. Через 2 роки потрапив у дубль столичного «Спартака».
Розуміючи, що пробитися в основний склад іменитого клубу буде непросто, прийняв запрошення Едуарда Малофєєва про перехід в московське «Динамо», де майже одразу став грати в основі.
1991 року став найкращим бомбардиром чемпіонату СРСР, крім того 5 жовтня 1991 року забивши 5 м'ячів у грі проти «Дніпра» (загальний рахунок гри 6:2), став співвласником рекорду за кількістю забитих м'ячів за одну гру в чемпіонатах СРСР) та найкращим футболістом СРСР за підсумками опитування тижневика «Футбол».
Наступний сезон Ігор провів уже в Італії, в Серії А — молодого футболіста помітили та запросили грати в клуб «Фоджа» на роль атакуючого півзахисника. Італійці заплатили «Динамо» за Коливанова 2,5 млн доларів. Перший сезон грав разом з екс-спартаківцем Ігорем Шалімовим, який допомагав Коливанову освоїтися в Італії. Чотири сезони провів в «Фоджі» в Серії А і ще один в Серії B (1995/96), був обраний капітаном клубу.
Улітку 1996 року «Болонья» (новачок Серії А сезону 1996/97) придбала Коливанова в оренду на три роки з правом викупу після закінчення терміну. У перший же сезон в новій команді російський легіонер став найкращим бомбардиром. А 1998 року з командою став переможцем Кубка Інтертото.
У серпні 1999 йому стали дошкуляти проблеми зі спиною. Головний тренер команди Франческо Гвідолін не бачив його в основі і Коливанов хотів піти в оренду, у тому числі до Саудівської Аравії. Проте варіант з орендою не вийшов. Він залишився в «Болоньї», де в сезоні 2000/01 вийшов лише 1 раз на поле (на заміну на 90-й хвилині) — у матчі 31-о туру проти «Ювентуса» (1:4).
Улітку 2001 контракт з «Болоньєю» закінчився і Ігор завершив кар'єру гравця, приділивши увагу відновленню організму.

## Виступи за збірні
Будучи членом молодіжної збірної, Ігор залучався і в основну команду країни, за яку перший матч зіграв 23 серпня 1989 року проти збірної Польщі. У складі молодіжної збірної в 1990 році став чемпіоном Європи та найкращим бомбардиром турніру, забивши 9 м'ячів.
До 1991 року провів 19 матчів за національну збірну СРСР, забивши 2 м'ячі, після чого став виступати за тимчасову збірну СНД, у складі якої був учасником чемпіонату Європи 1992 року у Швеції, де зіграв у двох матчах, а збірна, на вигравши жодного матчу в групі, припинила своє існування.
З осені 1992 року став виступати за новостворену збірну Росії. Був одним з футболістів збірної Росії, чий підпис стояв під «Листом чотирнадцяти».
12 жовтня 1994 року в грі за збірну проти Сан-Марино отримав важку травму — віддаючи пас, невдало поставив ногу, отримав розрив хрестоподібної зв'язки. На поле футболіст повернувся лише в квітні 1995 році.
У складі збірної був учасником чемпіонату Європи 1996 року в Англії, де зіграв в усіх трьох матчах групового етапу, а збірна здобула лише одне очко і покинула турнір.
Останній матч за збірну провів 5 вересня 1998 року в матчі проти збірної України, який завершився поразкою росіян 2:3.
Усього впродовж кар'єри у національних збірних провів у формі головної команди країни 59 матчів, забивши 15 голів.

## Кар'єра тренера
2003 року прийняв запрошення Російського футбольного союзу очолити юнацьку збірну до 17 років, яку в 2006 році привів до перемоги на юнацькому чемпіонаті Європи. Після цього тренував збірні до 19 та 21 року. Був звільнений 2010 року, коли молодіжна збірна Росії зіграла невдалі матчі з румунами — 0:3 в гостях і 0:0 вдома.
З 2012 до 2015 року був головним тренером «Уфи».
У дебютному (2012-13) для Коливанова і «Уфи» сезоні в Першому дивізіоні команда посіла 6 місце, а в другому стала четвертою та отримала право поборотися за вихід у Прем'єр-Лігу в стикових матчах з «Томом». Перший матч закінчився з рахунком 5:1 на користь команди Коливанова, тому поразка в матчі-відповіді 1:3 не завадила «Уфі» вперше у своїй історії піднятися в Прем'єр-лігу.

## Статистика ігор
| Рік     | Клуб          | Ігор | М'ячів |
| ------- | ------------- | ---- | ------ |
| 1986    | Динамо Москва | 17   | 4      |
| 1987    | Динамо Москва | 26   | 2      |
| 1988    | Динамо Москва | 26   | 2      |
| 1989    | Динамо Москва | 25   | 11     |
| 1990    | Динамо Москва | 19   | 5      |
| 1991    | Динамо Москва | 27   | 18     |
| 1991/92 | Фоджа         | 15   | 3      |
| 1992/93 | Фоджа         | 26   | 5      |
| 1993/94 | Фоджа         | 25   | 6      |
| 1994/95 | Фоджа         | 11   | 4      |
| 1995/96 | Фоджа B       | 29   | 4      |
| 1996/97 | Болонья       | 27   | 11     |
| 1997/98 | Болонья       | 31   | 9      |
| 1998/99 | Болонья       | 20   | 6      |
| 1999/00 | Болонья       | 8    | 0      |
| 2000/01 | Болонья       | 1    | 0      |
| Збірні  |               |      |        |
| 1989-91 | Збірна СРСР   | 19   | 2      |
| 1992    | Збірна СНД    | 5    | 1      |
| 1992-98 | Збірна Росії  | 34   | 12     |

- Брав участь в неофіційному матчі на честь 100-річчя російського футболу 8 серпня 1997, Росія-ФІФА.

## Титули і досягнення

### Як гравець
- Чемпіон Європи (U-21): 1990
- Срібний призер Чемпіонату СРСР: 1986
- Бронзовий призер чемпіонату СРСР: 1990
- Найкращий бомбардир чемпіонату СРСР 1991 (18 голів у 27 іграх)
- Найкращий футболіст СРСР: 1991
- Володар Кубка Інтертото: 1998

### Як тренер
- Чемпіон Європи (U-17): 2006

### Особисті
- Забив 5 голів в одному матчі в чемпіонаті СРСР (співвласник рекорду) (команді «Дніпро» (Дніпропетровськ) 5 жовтня 1991)
- В списках 33 найкращих футболістів сезону в СРСР (3) : № 1 — 1991; № 2 — 1989, 1990
- Найкращий бомбардир «Болоньї»: 1997 (11 голів у 27 іграх)
- Найкращий бомбардир молодіжного чемпіонату Європи: 1990 (9 м'ячів у 11 іграх)
- Член клубу Григорія Федотова — 117 м'ячів.

## Погляди
7 червня 2021 року в інтерв'ю виданню Спорт24 прокоментував нову форму збірної України, на яку нанесено мапу України з Кримом, заявивши, що захоплення півострова нібито не було окупацією: 
|  | Хотілося б на їхній формі бачити наш прапор, російський. Вони ж все одно нам належать. Що Крим, що вся Україна завжди була російською. Вони взагалі мають виходити з нашим російським прапором, Україна – це Росія. Ми не окупанти, ми просто забрали те, що нам завжди належало. Україна завжди була нашою другою половинкою, а зараз вони щось собі придумали! Про Крим узагалі не кажу, він завжди був нашим. Там, напевно, кілька п'яних мужиків сиділи в лазні та зробили це, щоб розлютити нас. Але ведмедя неможливо роздратувати. |